# Dym (powieść)
Dym (tytuł oryginalny: Дым) – powieść rosyjskiego pisarza Iwana Turgieniewa, wydana w 1867. Tematem powieści jest krytyka Rosji i Rosjan na tle romansu głównych bohaterów w Baden-Baden.

## Bohaterowie
Grzegorz Michajłowicz Litwinow – ziemianin, syn urzędnika i szlachcianki. Nie ukończył studiów. Brał udział w Wojnie Krymskiej. Podróżował po Europie, zbierając doświadczenie mające mu pomóc niedołężnemu ojcu w prowadzeniu podupadłego majątku matki.
Irena Pawłowna Osinin – pochodząca ze zubożałej rodziny książęcej; była narzeczona Litwinowa podczas jego studiów w Moskwie. Jej wyjątkowa piękność i wdzięk pomogły jej i jej rodzinie wyrwać się z nędzy i przenieść się do Petersburga. Wyszła za mąż za generała Rotmirowa.
Tatiana Pietrowna Szestow – kuzynka i narzeczona Litwinowa.
Kapitolina Markowna Szestow – ciotka Tatiany i Litwinowa, opiekunka Taitiany; niezamężna. Jedyna, oprócz Tatiany, postać ukazana w powieści w pozytywnym świetle.
Rościsław Bambajew – znajomy Litwinowa z Moskwy.
Stiepan Nikołajewicz Gubarew – rewolucjonista; postać wzorowana na Nikołaju Ogariowie
Siemion Jakowlewicz Woroszyłow – młody aktywista, fan Gubarewa.
Sozont Iwanowicz Potugin – starszy, dymisjonowany radca dworu; beznadziejnie zakochany w Irenie.
Walerian Władimirowicz Ratmirow – generał i mąż Ireny.

## Treść
W lecie 1862, w drodze powrotnej do Rosji, Grzegorz Michajłowicz Litwinow zatrzymuje się w Baden-Baden, gdzie ma przyjechać jego narzeczona Tatiana Pietrowna Szestow w towarzystwie ich wspólnej ciotki, Kapitoliny Markownej Szestow. W "Badenie" bawi wielu Rosjan, w tym znajomy Litwinowa Bambajew, dzięki któremu Litwinow szybko włącza się w życie towarzyskie rodaków i bierze udział w przyjęciu, rozmowy, podczas którego dają autorowi dobrą okazję na krytykę popularnych ówcześnie poglądów. Po powrocie do hotelu Litwinow znajduje list od ojca oraz bukiet heliotropów, przyniesiony wcześniej przez nieznajomą kobietę, przywołujący silne wspomnienia z przeszłości.
Związane są one z wydarzeniami w Moskwie, dziesięć lat wcześniej. Dotyczą one niespełnionej miłości między młodym Liwtinowem a Ireną Pawłowną Osinin. Rodzina Ireny, mimo że jej ojciec jest księciem, żyje w nędzy. Do Moskwy przyjeżdża car i urządza bal, na który ojciec Ireny czuje się w obowiązku pójść. Irena nie chce iść na bal, ale końcu ulega namowom rodziny i samego Litwinowa, stawiając jednak warunek: Litwinow na bal nie pójdzie. Litwinow zgadza się i prosi, by wzięła ze sobą bukiet heliotropów. Na balu, Irena oczarowuje obecnych i hrabia Reisenbach, kamerher, bardzo wpływowy i ustosunkowany w Petersburgu, decyduje się zaadoptować Irenę, która jest jego siostrzenicą, jako swoją spadkobierczynię. Załamana Irena zostawia Litwinowowi pożegnalny list i wyjeżdża do Petersburga, ku zadowoleniu swej rodziny. Litwinow przerywa studia i wyjeżdża z Moskwy.
Okazuje się, że tajemnicza kobieta, która przyniosła heliotropy do hotelu to Irena. Litwinow spotyka ją podczas przechadzki. Irena przedstawia Liwtinowa mężowi i zaprasza go do odwiedzin, jednak Litwinow, w którym pamięć wydarzeń sprzed lat w Moskwie jest nadal żywa, nie odpowiada na zaproszenie. Przyjazd Tatiany opóźnia się i Irena przysyła Potugina, by przyprowadził Litwinowa. Potugin kocha się w Irenie platonicznie, co ona cynicznie wykorzystuje, z czego Potugin zdaje sobie sprawę, ale nie jest w stanie odmówić. Potugin staje na wysokości zadania. Spotykają się i, mimo początkowych oporów Liwtinowa, po kilku dniach odradza się w nich dawne uczucie.
Litwinow zdając sobie sprawę z niebezpieczeństwa sytuacji – ona ma męża, a jego narzeczona przyjeżdża niebawem – wyznaje Irenie miłość i postanawia wyjechać z Baden-Baden. Irena odpowiada swoim wyznaniem i oddaje swój los w jego ręce. Do Baden-Baden z Drezna przyjeżdża Tatiana i zachowanie Litwinowa od razu wzbudza jej podejrzenia. Zamiast spędzić wieczór z narzeczoną, Litwinow idzie na spotkanie z Ireną, która informuje Litwinowa, że decyzja należy do niego i, jakakolwiek by nie była, ona ją zaakceptuje. W drodze powrotnej Litwinow spotyka Potugina, który doskonale zdaje sobie sprawę z sytuacji i ostrzega go przed popełnieniem błędu, jaki Potugin sam popełnił, poświęcając wszystko z miłości do Ireny.
Potugin opowiada Litwinowowi o zdarzeniach w Petersburgu sprzed ośmiu lat. Irena, zdając sobie sprawy z władzy jaką ma nad zakochanym Potuginem, prosi go, by poślubił jej przyjaciółkę, Elizę Bielską, która jest dziedziczką wielkiej fortuny, ale wobec faktu, że niedługo ma urodzić nieślubne dziecko, jej przyszłość stoi pod znakiem zapytania. Potugin zgadza się, Bielska rodzi córkę, którą Potugin adoptuje, po czym Bielska popełnia samobójstwo. Od tej pory Potugin podąża za Ratmirowami, by być w pobliżu Ireny.
Litwinow decyduje się zerwać oświadczyny, ale zanim mówi o tym Tatianie, ta domyśla się powodu jego dziwnego zachowania. Tatiana z ciotką wyjeżdżają do Drezna a Litwinow informuje Irenę o swojej decyzji i proponuje jej ucieczkę z nim. Spotyka się z Ireną, a ta potwierdza, że jest gotowa na wszystko, mimo że jej finanse są pod całkowitą kontrolą męża. Jej determinacja nie trwa długo i w kolejnym liście informuje Litwinowa, że nie jest w stanie zerwać z dotychczasowym życiem i proponuje mu, by był w jej pobliżu (nie będzie dla niej problem znalezienie dla niego jakiegoś wygodnego stanowiska), a wtedy będą mogli być razem. Załamany, ale pomny ostrzeżeń Potugina, Litwinow ostatecznie opuszcza Baden-Baden i, przez Heidelberg, wraca do Rosji.
W Rosji, Litwinow koncentruje się na rozwoju majątku prowadzonego dotąd przez ojca, który umiera wkrótce po jego powrocie. Po kilku latach, dowiaduje się, że Tatiana nadal mieszka w swej posiadłości niedaleko od jego majątku, razem z Kapitoliną Pawłowną. Pisze do niej list, na który Tatiana odpowiada pozytywnie. Litwinow odwiedza Tatianę i prosi o przebaczenie, którego Tatiana udziela. Przy gorącym wsparciu Kapitoliny Pawłownej, Tatiana postanawia dać Litwinowowi szansę. Turgieniew ujmuje to tak: "Czas jednak już kończyć i właściwie nic dodawać nie trzeba; czytelnik sam się reszty domyśli..."
Tradycyjnie, jak w innych powieściach, Turgieniew informuje o losach pozostałych bohaterów. Irena mieszka z mężem w Petersburgu, ale nie jest to ta sama osoba jak kiedyś. Mówią o niej, że "umysł ma zatruty". A Potugin "rzadko ją widuje, nie ma powodu, dla którego miałaby podtrzymywać z nim bliższe stosunki... Dziewczynka, którą powierzono jego opiece, niedawno umarła."

## Wymowa dzieła
Dla Turgieniewa, najważniejszym w powieści był problem przyswojenia sobie przez społeczeństwo rosyjskie szczytowych osiągnięć cywilizacji zachodniej. Według Antoniego Semczuka, w powieści Turgieniew zaatakował grupę londyńską (reprezentowaną przez Gubarewa), jej rzekome słowianofilstwo, jej tezy o rosyjskim chłopskim socjalizmie, jej niechęć do cywilizacji i systemu zachodniego, wreszcie jej poglądy na temat przyrodzonej rewolucyjności chłopa rosyjskiego.(...) Brak stabilizacji w Rosji był również, zdaniem pisarza, następstwem działania sił wstecznych (reprezentowanych przez Ratmirowa), które hamowały dzieło reformy i pragnęły cofnąć kraj do czasów Mikołaja I." "Dymem, mirażem, złudzeniem okazują się dążenia polityczne znacznego odłamu społeczeństwa rosyjskiego, a także nadzieje człowieka na szczęście osobiste."

## Tłumaczenia
Na język polski powieść Dym przełożył Tadeusz Stępniewski. Na angielski utwór przetłumaczyła Constance Garnett.